# ナワン・ケチョ
ナワン・ケチョ（Nawang Khechog、チベット文字：ངག་དབང་མཁས་མཆོག་; ワイリー方式：Nga-dbang Mkhas-mchog; ）は、チベット地方のフルート奏者、作曲家。

## 来歴
中華民国のチベット地方に生まれる。しかし、1949年から1950年に中国人民解放軍のチベット侵攻を受け、家族と共にインドへ住まいを移す。インドでは、瞑想と仏教哲学を学んだ。その後、僧侶として11年を過ごし、そのうち4年はダライ・ラマの指導の下、ヒマラヤ山脈の丘陵地帯で隠者として過ごす。
その後、音楽を独学で学び、情感に基づく表現およびチベットの遊牧民として世界を旅した人生経験の表現を試みる。
1986年に、オーストラリアに移住する。そこで初めて演奏者としてパフォーマンスし、レコーディングに取り組み、音源を発表。
グラミー賞ノミネートとなった喜多郎のアルバム『an enchanted evening〜天空への響き』、『MANDALA』に客演。
また、フィリップ・グラス、ポール・ウィンター、ローリー・アンダーソン、ポール・サイモン、ナタリー・マーチャント、カルロス・ナカイ、ババトゥンデ・オラトゥンジ、ピーター・ケーター等との共演により、世界各地で評価を受ける。
チベタン・フリーダム・コンサートにも数多く出演。1997年ニューヨーク、1998年ワシントンD.C.、1999年6月13日には「Free Tibet '99」と題し、オランダのアムステルダム、アメリカのウィスコンシン、日本の東京、オーストラリアのシドニーで同時開催され、東京ベイNKホールでの開催に出演した。2003年には台湾・台北での開催に出演。
1999年7月31日には、The 3peaceとのユニット「Nawang Khechog with The 3peace」として、フジロック・フェスティバルのFIELD OF HEAVENステージに出演。その後のFIELD OF HEAVENステージに出演したPhishのアンコールの際にもゲスト出演した。
その後、チベット人ミュージシャンのテチュン、Karjam Saeji、Phurbu T Namgyal、Yungchen Lhamo、Amchok Gompo Dhondupや、ユダヤ系アメリカ人のチベット音楽家のAmalia Rubin等の、チベットの伝統音楽の音楽家達と共に欧米を中心に活動。

## ディスコグラフィ

### アルバム
- Karuna (1995年、Domo Records / Domo)
- Sounds of Peace (1996年、Sounds True)
- Rhythms of Peace (1996年、Gemini Sun / Sounds True)
- Quiet Mind: The Musical Journey of a Tibetan Nomad (1997年、Gemini Sun / Sounds True)
- The Dance of Innocents (1998年、Intersound)
- The Winds of Devotion (1999年、Earth Sea Records)
- Universal Love (2003年、Gemini Sun / Sounds True)
- Tibet Cry of the Snow Lion (2003年)
- Music as Medicine (2005年、Gemini Sun / Sounds True)
- Paz: Músicas Para Seu Silêncio Interior (2005年、Azul)
- TibetFest (2006年、Tibetfest)
- Tibetan Meditation Music (2007年、Gemini Sun / Sounds True)
- The Dance of Innocents (2009年、Sounds True)
- Tibetan Dream Journey (2011年、Sounds True)
- The Tibetan Healing Music of Nawang Khechog (2013年、Sounds True)
- Music from Tibet (Sounds of Peace) (HDW)

### コンピレーション・アルバム
- Tibetan Healing Music Collection (2004年、Sounds True)